# بيتر زولير
بيتر زولير (بالألمانية: Peter Zoller)‏ (من مواليد 16 سبتمبر 1952) هو فيزيائي نظري من النمسا. وهو أستاذ بجامعة إنسبروك ويعمل على البصريات الكمومية والمعلومات الكمومية، وهو معروف ببحوثه الرائدة في مجال الحوسبة الكمومية والاتصال الكمي والبصريات الكمومية وفيزياء الحالة الصلبة.